# Joan G. Ribas Bernat
Joan G. Ribas Bernat (Blanes, Gerona, 1943 - Valladolid, 12 de noviembre de 2010) fue un químico inorgánico y profesor titular de Universidad en la Facultad de Ciencias de Valladolid. Fue discípulo de Maximiliano Gutiérrez de Celis y Hervás y continuador de sus investigaciones hasta mediados los años 80 (desde 1973 a 1985 dirigió una decena de Tesis Doctorales sobre las líneas de trabajo del maestro). Gran docente, comunicador y promotor, desempeñó, entre otros cargos relevantes, los de Vicerrector de Extensión Universitaria de la Universidad de Valladolid (1982-1984) y Decano del Colegio Oficial de Químicos de Cantabria, Valladolid y Palencia (2004-2010). Fue impulsor de ANQUE y de las olimpiadas químicas. Era persona muy trabajadora y rigurosa; y poseía un carácter amistoso, solidario, disponible y emprendedor que hizo de él uno de los profesores más queridos de la Universidad de Valladolid. En 2011, el Colegio de Químicos de Cantabria ha instituido, en su memoria, los Premios Joan G. Ribas Bernat.